# Alfred Duncan
Joseph Alfred Duncan (Acra, Ghana, 10 de marzo de 1993) es un futbolista ghanés que juega de centrocampista en el Venezia F. C. de la Serie B de Italia.

## Trayectoria

### Inter de Milán
Duncan hizo su debut en la Serie A con el Inter el 26 de agosto de 2012 en un partido contra Pescara, cuando entró a los 86 minutos en sustitución de su compañero Walter Gargano.
El 19 de julio de 2014, Inter acordó cederlo a la U. C. Sampdoria durante dos temporadas. Finalmente, el club genovés compraría su ficha por 2,9 millones de euros en enero de 2015.
El 23 de julio de 2015 fue firmado por la U. S. Sassuolo Calcio, en un acuerdo temporal, con la obligación de comprar sus servicios deportivos al finalizar la temporada 2015-16. El 6 de marzo de 2016 anotó un gol contra el A. C. Milan en la victoria de su equipo por 2-0.
El 31 de enero de 2020 fue cedido a la ACF Fiorentina con obligación de compra.
Tras un año en Florencia, el 17 de enero de 2021 fue prestado al Cagliari Calcio hasta final de temporada.
El 27 de julio de 2024 fichó por el Venezia F. C. con un contrato hasta 2026.

## Selección nacional
Ha sido internacional con la selección de fútbol de Ghana en 10 ocasiones. Hizo su debut el 14 de noviembre de 2012 contra la selección de Cabo Verde.

## Estadísticas

### Clubes
Actualizado al último partido disputado el 3 de noviembre de 2024.
| Club                           | Div.          | Temporada     | Liga  | Liga  | Copas nacionales | Copas nacionales | Copas internacionales | Copas internacionales | Total | Total |
| Club                           | Div.          | Temporada     | Part. | Goles | Part.            | Goles            | Part.                 | Goles                 | Part. | Goles |
| ------------------------------ | ------------- | ------------- | ----- | ----- | ---------------- | ---------------- | --------------------- | --------------------- | ----- | ----- |
| Inter de Milán · Italia        | 1.ª           | 2012-13       | 3     | 0     | 1                | 0                | ―                     | ―                     | 4     | 0     |
| Inter de Milán · Italia        | Total club    | Total club    | 3     | 0     | 1                | 0                | 0                     | 0                     | 4     | 0     |
| A. S. Livorno Calcio · Italia  | 2.ª           | 2012-13       | 23    | 2     | 0                | 0                | ―                     | ―                     | 23    | 2     |
| A. S. Livorno Calcio · Italia  | 1.ª           | 2013-14       | 32    | 0     | 0                | 0                | ―                     | ―                     | 32    | 0     |
| A. S. Livorno Calcio · Italia  | Total club    | Total club    | 55    | 2     | 0                | 0                | 0                     | 0                     | 55    | 2     |
| U. C. Sampdoria · Italia       | 1.ª           | 2014-15       | 26    | 1     | 1                | 0                | ―                     | ―                     | 27    | 1     |
| U. C. Sampdoria · Italia       | Total club    | Total club    | 26    | 1     | 1                | 0                | 0                     | 0                     | 27    | 1     |
| U. S. Sassuolo Calcio · Italia | 1.ª           | 2015-16       | 33    | 1     | 2                | 0                | ―                     | ―                     | 35    | 1     |
| U. S. Sassuolo Calcio · Italia | 1.ª           | 2016-17       | 21    | 1     | 1                | 0                | 5                     | 0                     | 27    | 1     |
| U. S. Sassuolo Calcio · Italia | 1.ª           | 2017-18       | 26    | 0     | 0                | 0                | ―                     | ―                     | 26    | 0     |
| U. S. Sassuolo Calcio · Italia | 1.ª           | 2018-19       | 26    | 4     | 2                | 1                | ―                     | ―                     | 28    | 5     |
| U. S. Sassuolo Calcio · Italia | 1.ª           | 2019-20       | 13    | 1     | 1                | 0                | ―                     | ―                     | 14    | 1     |
| U. S. Sassuolo Calcio · Italia | Total club    | Total club    | 119   | 7     | 6                | 1                | 5                     | 0                     | 130   | 8     |
| ACF Fiorentina · Italia        | 1.ª           | 2019-20       | 13    | 1     | 0                | 0                | ―                     | ―                     | 13    | 1     |
| ACF Fiorentina · Italia        | 1.ª           | 2020-21       | 4     | 0     | 1                | 0                | ―                     | ―                     | 5     | 0     |
| Cagliari Calcio · Italia       | 1.ª           | 2020-21       | 18    | 0     | 0                | 0                | ―                     | ―                     | 18    | 0     |
| Cagliari Calcio · Italia       | Total club    | Total club    | 18    | 0     | 0                | 0                | 0                     | 0                     | 18    | 0     |
| ACF Fiorentina · Italia        | 1.ª           | 2021-22       | 33    | 2     | 4                | 0                | ―                     | ―                     | 37    | 2     |
| ACF Fiorentina · Italia        | 1.ª           | 2022-23       | 25    | 1     | 2                | 0                | 3                     | 0                     | 30    | 1     |
| ACF Fiorentina · Italia        | 1.ª           | 2023-24       | 30    | 2     | 3                | 0                | 8                     | 0                     | 41    | 2     |
| ACF Fiorentina · Italia        | Total club    | Total club    | 105   | 6     | 10               | 0                | 11                    | 0                     | 126   | 6     |
| Venezia F. C. · Italia         | 1.ª           | 2024-25       | 7     | 0     | 2                | 0                | —                     | —                     | 9     | 0     |
| Venezia F. C. · Italia         | Total club    | Total club    | 7     | 0     | 2                | 0                | 0                     | 0                     | 9     | 0     |
| Total carrera                  | Total carrera | Total carrera | 333   | 16    | 20               | 1                | 15                    | 0                     | 368   | 17    |